# Wimbledon 2000
De 114e editie van het Britse grandslamtoernooi, Wimbledon 2000, werd gehouden van maandag 26 juni tot en met zondag 9 juli 2000. Voor de vrouwen was het de 107e editie van het graskampioenschap. Het toernooi werd gespeeld bij de All England Lawn Tennis and Croquet Club in de wijk Wimbledon van de Britse hoofdstad Londen.
Op de eerste zondag tijdens het toernooi (Middle Sunday) werd traditioneel niet gespeeld.
Het toernooi van 2000 trok 455.752 toeschouwers.

## Belangrijkste uitslagen
Mannenenkelspel

Finale: Pete Sampras (Verenigde Staten) won van Patrick Rafter (Australië) met 6-7, 7-6, 6-4, 6-2
Vrouwenenkelspel

Finale: Venus Williams (Verenigde Staten) won van Lindsay Davenport (Verenigde Staten) met 6-3, 7-6
Mannendubbelspel

Finale: Todd Woodbridge (Australië) en Mark Woodforde (Australië) wonnen van Paul Haarhuis (Nederland) en Sandon Stolle (Australië) met 6-3, 6-4, 6-1
Vrouwendubbelspel

Finale: Venus Williams (Verenigde Staten) en Serena Williams (Verenigde Staten) wonnen van Julie Halard-Decugis (Frankrijk) en Ai Sugiyama (Japan) met 6-3, 6-2
Gemengd dubbelspel

Finale: Kimberly Po (Verenigde Staten) en Donald Johnson (Verenigde Staten) wonnen van Kim Clijsters (België) en Lleyton Hewitt (Australië) met 6-4, 7-6
Meisjesenkelspel

Finale: María Emilia Salerni (Argentinië) won van Tetjana Perebyjnis (Oekraïne) met 6-4, 7-5
Meisjesdubbelspel

Finale: Ioana Gașpar (Roemenië) en Tetjana Perebyjnis (Oekraïne) wonnen van Dája Bedáňová (Tsjechië) en María Emilia Salerni (Argentinië) met 7-6, 6-3
Jongensenkelspel

Finale: Nicolas Mahut (Frankrijk) won van Mario Ančić (Kroatië) met 3-6, 6-3, 7-5
Jongensdubbelspel

Finale: Dominique Coene (België) en Kristof Vliegen (België) wonnen van Andrew Banks (Groot-Brittannië) en Benjamin Riby (Groot-Brittannië) met 6-3, 1-6, 6-3

## Toeschouwersaantallen en bezoekerscapaciteit
|           |        | Eerste week |         | Tweede week |         | Derde week |
| --------- | ------ | ----------- | ------- | ----------- | ------- | ---------- |
| Maandag   |        | 35.941      |         | 38.247      |         | 9.159      |
| Dinsdag   | 38.884 | 34.083      |         |             |         |            |
| Woensdag  | 38.837 | 31.789      |         |             |         |            |
| Donderdag | 38.472 | 29.718      |         |             |         |            |
| Vrijdag   | 37.898 | 28.303      |         |             |         |            |
| Zaterdag  | 37.073 | 27.542      |         |             |         |            |
| Zondag    | –      | 29.806      |         |             |         |            |
| Totaal    |        | 455.752     | 455.752 | 455.752     | 455.752 | 455.752    |

|  | = slecht weer (meer dan twee uur niet gespeeld) |
|  | = gehele dag niet gespeeld, vanwege de regen    |

| Baan                           | Zitplaatsen                    | Staanplaatsen                  |                                | Baan                           | Zitplaatsen |
| ------------------------------ | ------------------------------ | ------------------------------ | ------------------------------ | ------------------------------ | ----------- |
| Centre Court                   | 13.812                         | –                              |                                | Court No. 10                   | –           |
| Court No. 1                    | 11.429                         | –                              | Court No. 11                   | 162                            |             |
| Court No. 2                    | 2.220                          | 770                            | Court No. 12                   | –                              |             |
| Court No. 3                    | 800                            | –                              | Court No. 13                   | 1.541                          |             |
| Court No. 4                    | –                              | –                              | Court No. 14                   | 318                            |             |
| Court No. 5                    | –                              | –                              | Court No. 15                   | 318                            |             |
| Court No. 6                    | 250                            | –                              | Court No. 16                   | 318                            |             |
| Court No. 7                    | 250                            | –                              | Court No. 17                   | 318                            |             |
| Court No. 8                    | –                              | –                              | Court No. 18                   | 788                            |             |
| Court No. 9                    | –                              | –                              |                                | Court No. 19                   | 306         |
| Totaal zitplaatsen             | Totaal zitplaatsen             | Totaal zitplaatsen             | Totaal zitplaatsen             | Totaal zitplaatsen             | 32.830      |
| Totaal staanplaatsen           | Totaal staanplaatsen           | Totaal staanplaatsen           | Totaal staanplaatsen           | Totaal staanplaatsen           | 770         |
|                                |                                |                                |                                |                                |             |
| Bezoekerscapaciteit tennispark | Bezoekerscapaciteit tennispark | Bezoekerscapaciteit tennispark | Bezoekerscapaciteit tennispark | Bezoekerscapaciteit tennispark | 33.500      |

## Uitzendrechten
In Nederland was Wimbledon te zien bij de lineaire televisiezender RTL 5. RTL 5 deed dagelijks rechtstreeks verslag van 13.00 tot 19.00 uur. Dagelijks aan het eind van da dag tegen 22.00 uur werd de dag samengevat in een 'tennismagazine' op RTL 5. Het commentaar werd verzorgd door Mariëtte Pakker en Jacco Eltingh. Jacco Eltingh deed ook interviews met spelers en maakte rapportages vanuit Londen.
Verder kon het toernooi ook gevolgd worden bij de Britse publieke omroep BBC, waar uitgebreid live-verslag werd gedaan op de zenders BBC One en BBC Two.
1877 · 1878 · 1879 · 1880 · 1881 · 1882 · 1883 · 1884 · 1885 · 1886 · 1887 · 1888 · 1889 · 1890 · 1891 · 1892 · 1893 · 1894 · 1895 · 1896 · 1897 · 1898 · 1899 · 1900 · 1901 · 1902 · 1903 · 1904 · 1905 · 1906 · 1907 · 1908 · 1909 · 1910 · 1911 · 1912 · 1913 · 1914 · 1915–1918 · 1919 · 1920 · 1921 · 1922 · 1923 · 1924 · 1925 · 1926 · 1927 · 1928 · 1929 · 1930 · 1931 · 1932 · 1933 · 1934 · 1935 · 1936 · 1937 · 1938 · 1939 · 1940–1945 · 1946 · 1947 · 1948 · 1949 · 1950 · 1951 · 1952 · 1953 · 1954 · 1955 · 1956 · 1957 · 1958 · 1959 · 1960 · 1961 · 1962 · 1963 · 1964 · 1965 · 1966 · 1967
↓ open tijdperk ↓
1968 (m-v-md-vd-gd) · 1969 (m-v-md-vd-gd) · 1970 (m-v-md-vd-gd) · 1971 (m-v-md-vd-gd) · 1972 (m-v-md-vd-gd) · 1973 (m-v-md-vd-gd) · 1974 (m-v-md-vd-gd) · 1975 (m-v-md-vd-gd) · 1976 (m-v-md-vd-gd) · 1977 (m-v-md-vd-gd) · 1978 (m-v-md-vd-gd) · 1979 (m-v-md-vd-gd) · 1980 (m-v-md-vd-gd) · 1981 (m-v-md-vd-gd) · 1982 (m-v-md-vd-gd) · 1983 (m-v-md-vd-gd) · 1984 (m-v-md-vd-gd) · 1985 (m-v-md-vd-gd) · 1986 (m-v-md-vd-gd) · 1987 (m-v-md-vd-gd) · 1988 (m-v-md-vd-gd) · 1989 (m-v-md-vd-gd) · 1990 (m-v-md-vd-gd) · 1991 (m-v-md-vd-gd) · 1992 (m-v-md-vd-gd) · 1993 (m-v-md-vd-gd) · 1994 (m-v-md-vd-gd) · 1995 (m-v-md-vd-gd) · 1996 (m-v-md-vd-gd) · 1997 (m-v-md-vd-gd) · 1998 (m-v-md-vd-gd) · 1999 (m-v-md-vd-gd) · 2000 (m-v-md-vd-gd) · 2001 (m-v-md-vd-gd) · 2002 (m-v-md-vd-gd) · 2003 (m-v-md-vd-gd) · 2004 (m-v-md-vd-gd) · 2005 (m-v-md-vd-gd) · 2006 (m-v-md-vd-gd) · 2007 (m-v-md-vd-gd) · 2008 (m-v-md-vd-gd) · 2009 (m-v-md-vd-gd) · 2010 (m-v-md-vd-gd) · 2011 (m-v-md-vd-gd) · 2012 (m-v-md-vd-gd) · 2013 (m-v-md-vd-gd) · 2014 (m-v-md-vd-gd) · 2015 (m-v-md-vd-gd) · 2016 (m-v-md-vd-gd) · 2017 (m-v-md-vd-gd) · 2018 (m-v-md-vd-gd) · 2019 (m-v-md-vd-gd) · 2020 · 2021 (m-v-md-vd-gd) · 2022 (m-v-md-vd-gd) · 2023 (m-v-md-vd-gd) · 2024 (m-v-md-vd-gd)
Lijst van Wimbledonwinnaars · Toernooien per editie